# 3757 Anagolay
3757 Anagolay (Provisorisk beteckning: 1982 XB) är en asteroid upptäckt den 14 december 1982 av den amerikanska astronomen Eleanor F. Helin vid Palomarobservatoriet. Asteroiden har fått sitt namn, Anagolay, efter gudinnan för borttappade saker inom det filippinska Tagalog-folkets mytologi. Namnet föreslogs av Mohammad Abquary Alon, en filippinsk ungdom som deltog i en namngivningstävling anordnad av Space Generation Advisory Council.
Den tillhör asteroidgruppen Amor.
Asteroidens omloppsbana ligger så nära jorden som 5,5 miljoner kilometer bort. Så nära kommer inte asteroiden särskilt ofta.